# ظهیر (شخصیت)
ظهیر (انگلیسی: Zaheer) (در دوبله فارسی «جیهو» هم نامیده می‌شود) یک شخصیت داستانی تکراری در مجموعهٔ پویانمایی تلویزیونی افسانه کورا نیکلودئون (دنباله‌ای برای آواتار: آخرین بادافزار) است. درحالی‌که او به‌عنوان همآورد اصلی کتاب سوم: تغییر عمل می‌کند، اقدامات او تأثیرات ماندگاری بر آواتار کورا و طرح سریال در ادامهٔ کتاب دارد. این شخصیت توسط مایکل دانته دی‌مارتینو و برایان کونیتزکو خلق شده و هنری رالینز صداپیشگی آن را انجام داده است. این شخصیت به‌عنوان یک شخصیت شرور پیچیده و ترسناک مورد استقبال منتقدان قرار گرفت.
او رهبر گروه نیلوفر سرخ بود. گروه نیلوفر سرخ سعی در ازبین بردن آواتار داشتند. او بعد تغییر بزرگی که در دنیا ایجاد شد یک باد افزار شد. به گفتهٔ ظهیر او به امپراتوری و تاج و تخت اعتقاد ندارد و به همین علت او اقدام به از بین بردن پادشاهان می‌کرد.
او یکی از بهترین باد افزاران تاریخ بود چون با رها کردن دلبستگی‌های دنیوی توانست پرواز کردن را انجام دهد. او همچنان برای از بین بردن افراد از روشی استفاده می‌کرد او با خالی کردن هوای داخل بدن افراد آن‌ها را می‌کشت. او در کتاب سوم افسانه کورا سعی به کشتن کورا کرد ولی کورا او را شکست داد و او دوباره زندانی شد.